# إنغريد دي كوك
إنغريد دي كوك (بالإنجليزية: Ingrid de Kok)‏ (1951 في جنوب أفريقيا)؛ كاتِبة وشاعرة جنوب أفريقية.